# Édouard Elias
Édouard Elias est un journaliste et photographe français, né le 29 juin 1991 à Nîmes.

## Biographie
Édouard Elias a vécu dix ans en Égypte à Charm el-Cheikh. Son père est égyptien, sa mère française. De retour en France en 2009, pour entamer des études de commerce, il vit chez ses grands-parents qui lui font « regarder des documentaires sur Arte ».
Il commence à étudier la photographie à l’École de Condé à Nancy et se passionne pour la photographie de guerre, inspiré par Yuri Kozyrev (ru), un reporter de guerre russe connu pour ses reportages en Tchétchénie et en Irak.
Encore étudiant et sans aucune commande en poche, il part en août 2012 pour un reportage dans les camps de réfugiés en Turquie et finit par se retrouver en Syrie. À son retour, il montre ses photos sur l’offensive des rebelles à Alep à des photographes rencontrés au festival Visa pour l’image à Perpignan. L’agence Getty le recrute et publie son reportage sur « Le Martyre d’Alep » dans Paris Match, Der Spiegel et le Sunday Times. Il décide alors d’arrêter ses études.
Le 6 juin 2013, alors qu’il se trouve au nord d’Alep, il est pris en otage avec Didier François, grand reporter à Europe 1,. Il est libéré en avril 2014 après dix mois de captivité.
En mars 2016, il embarque sur l’Aquarius, un bateau humanitaire affrété par l’Organisation non gouvernementale SOS Méditerranée pour secourir les migrants naufragés en mer.
Édouard Elias est représenté par la galerie Polka depuis 2019.

## Expositions
Liste non exhaustive
- 2015 : Opération Sangaris en Centrafrique, Visa pour l’image, Perpignan[8].
- 2016 : Les Boat-People de la Grande Bleue, Prix Bayeux-Calvados[9].
- 2017 : Dans la peau d’un soldat. De la Rome antique à nos jours, Musée de l'Armée, Hôtel des Invalides, Paris [10].
- 2019 : Memoriam, galerie Polka, Paris[11]
- 2020 : Vertiges des jours, exposition collective, galerie Polka, Paris[12]
- 2022 : Exils – Photographier pour ne pas oublier, musée d’art et d’histoire Paul Eluard, Saint-Denis, du 20 avril au 15 mai 2022[13]
- 2022 : Vies à vif, avec Stanley Greene, galerie Polka, Paris[14]
- 2022 : Ne pleure pas, c’est notre patrie - avec Abdulmonam Eassa, dans le cadre du Prix Bayeux Calvados-Normandie des correspondants de guerre, Radar de Bayeux, du 4 au 30 octobre[15]

## Prix et récompenses
- 2015 : Prix Rémi Ochlik de la ville de Perpignan, pour son reportage réalisé au sein d’un régiment de la Légion étrangère en Centrafrique[16].
- 2016 : Prix sergent Sébastien Vermeille[17].

## Collections publiques
- Musée de l'Armée, Hôtel national des Invalides, Paris :  Opération Sangaris, République Centrafricaine, 2015 / Donbass, 2017-2018.
- Musée français de la photographie, Bièvres